# Rio Bistricioara (Jiu)
O Rio Bistricioara é um rio da Romênia afluente do Rio Bistriţa, localizado no distrito de Gorj.